# Трудове (Стрийський район)
Трудове́ — село в Україні, в Стрийському районі Львівської області. Населення становить 43 особи. Орган місцевого самоврядування — Миколаївська міська рада. Історична дата утворення — 1560 рік. До 1949 року село називалось Загалицька колонія.

## Населення

### Мова
Розподіл населення за рідною мовою за даними перепису 2001 року:
| Мова       | Кількість | Відсоток |
| ---------- | --------- | -------- |
| українська | 43        | 100%     |